# اسپریت آو کانگورو آیلند
اسپریت آو کانگورو آیلند (به انگلیسی: Spirit of Kangaroo Island) یک کشتی است که طول آن 50.6 m می‌باشد.